# گیاه‌انگل قارچ

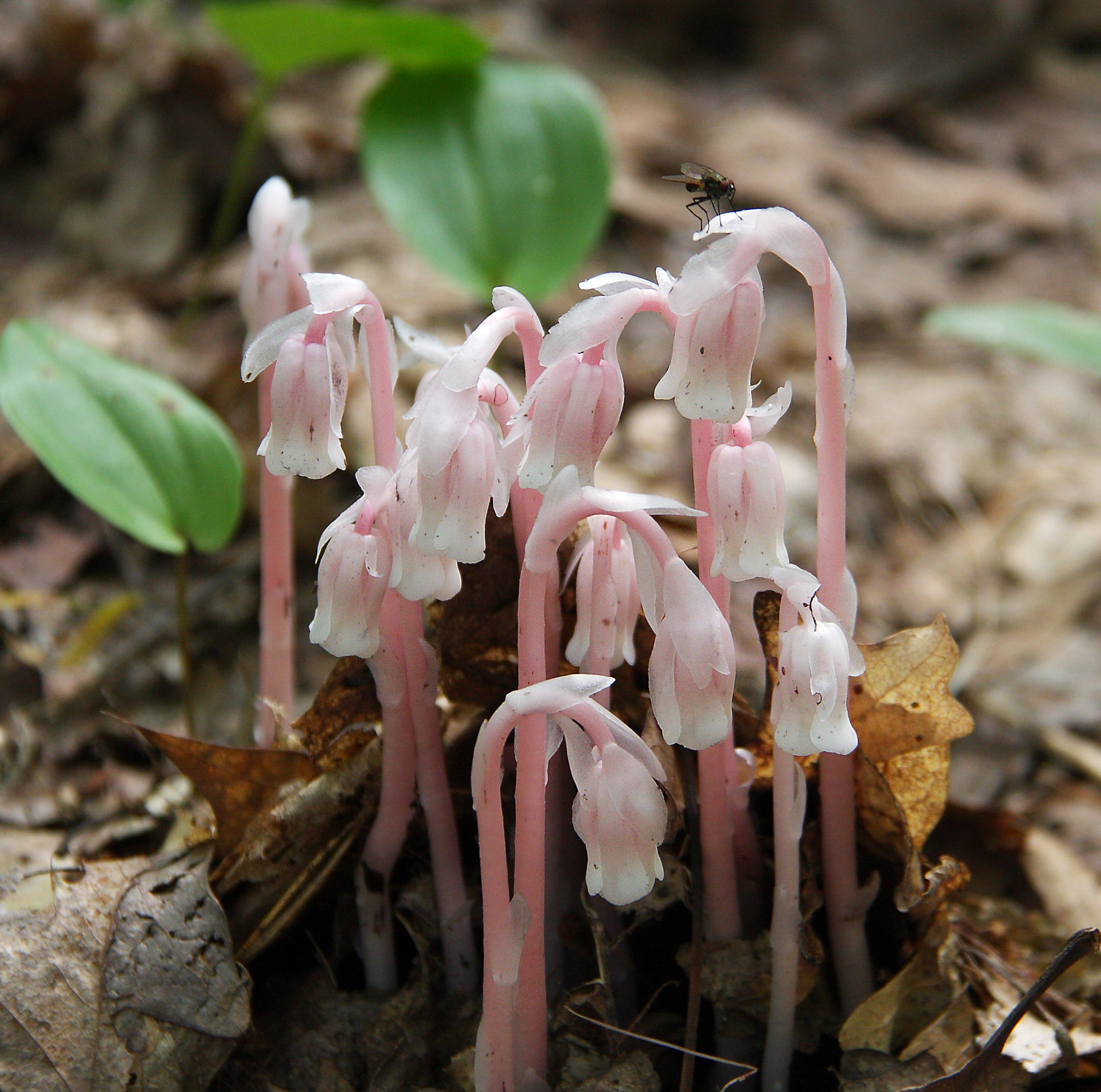
تک‌سو تک‌گل (Monotropa uniflora)، یک گیاه‌انگل قارچ اجباری که به‌عنوان انگل قارچ‌های متعلق به تیغه‌تردیان(Russulaceae) شناخته شده است.

گیاه‌انگل قارچ (انگلیسی: Myco-heterotrophy)، (از یونانی mykes، "قارچ"، heteros، "دیگر"، "متفاوت" و trophe، "تغذیه") یک رابطه همزیستی بین انواع خاصی از گیاهان و قارچ‌ها است که در آن گیاه همه یا بخشی از غذای خود را به جای فتوسنتز از قارچ می‌گیرد. یک قارچ شریک یک گیاه انگلی در این رابطه است. گیاه‌انگل قارچ نوعی رابطه تقلب در نظر گرفته می‌شود و گیاه‌انگل قارچ‌ها گاهی به‌طور غیررسمی به‌عنوان "تقلب‌های همزیستی قارچ‌ریشه" شناخته می‌شوند. این رابطه گاهی به عنوان قارچ‌غذا نامیده می‌شود، اگرچه این اصطلاح برای گیاهانی که در روابط دوسویه همزیستی قارچ‌ریشه شرکت می‌کنند نیز استفاده می‌شود.

## رابطه بین گیاه‌انگل قارچ‌ها و قارچ‌های میزبان

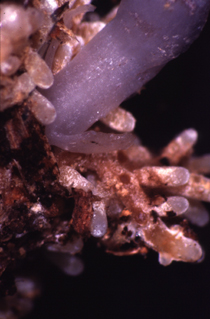
ریشه‌های گیاه‌انگل قارچ تک‌سو تک‌گل با جلینه تیغه‌ترد ساقه‌کوتاه (Russula brevipes)

گیاه‌انگل قارچ کامل (یا اجباری) زمانی وجود دارد که یک گیاه غیرفتوسنتزی (گیاهی که عمدتاً فاقد کلروفیل است یا فاقد یک فتوسیستم کاربردی است) تمام غذای خود را از قارچ‌هایی که انگلی می‌کند دریافت می‌کند. گیاه‌انگل قارچ جزئی (یا اختیاری) زمانی وجود دارد که گیاه قادر به فتوسنتز باشد، اما قارچ‌ها را به‌عنوان یک منبع غذایی مکمل انگلی می‌کند. همچنین گیاهانی مانند برخی از گونه‌های ارکیده وجود دارند که برای بخشی از چرخه زندگی غیرفتوسنتزی خود گیاه‌انگل قارچ اجباری هستند و برای بقیه چرخه زندگی خود فتوسنتزی و به‌طور اختیاری گیاه‌انگل قارچ یا غیرگیاه‌انگل قارچ هستند. همه گیاهان غیرفتوسنتزی یا "آکلروفیلوس" گیاه‌انگل قارچ نیستند - برخی از گیاهان غیرفتوسنتزی مانند سس به‌طور مستقیم بافت آوندی گیاهان دیگر را انگلی می‌کنند. از دست دادن جزئی یا کامل فتوسنتز با کاهش شدید فیزیکی و عملکردی ژنوم‌های پلاستید در گیاهان گیاه‌انگل قارچ منعکس می‌شود، یک فرآیند فرگشتی مداوم.
در گذشته، به اشتباه تصور می‌شد که گیاهان غیرفتوسنتزی با تجزیه مواد آلی به روشی مشابه قارچ‌های تغذیه گندروی، غذا می‌گیرند. بنابراین چنین گیاهانی "ساپروفیت" نامیده می‌شدند. اکنون مشخص شده است که این گیاهان از نظر فیزیولوژیکی قادر به تجزیه مستقیم مواد آلی نیستند و برای به‌دست آوردن غذا، گیاهان غیرفتوسنتزی باید از طریق گیاه‌انگل قارچ یا انگل مستقیم گیاهان دیگر درگیر شوند.
رابط بین گیاه و شرکای قارچی در این ارتباط بین ریشه گیاه و میسلیوم قارچ است. بنابراین گیاه‌انگل قارچ شباهت زیادی به همزیستی قارچ‌ریشه دارد (و در واقع تصور می‌شود که از همزیستی قارچ‌ریشه تکامل یافته است)، با این تفاوت که در گیاه‌انگل قارچ، جریان کربن از قارچ به گیاه است و نه برعکس.
بنابراین اکثر گیاه‌انگل قارچ‌ها را می‌توان در نهایت به‌عنوان اپی‌انگل‌ها در نظر گرفت، زیرا آنها انرژی را از قارچ‌ها می‌گیرند که به نوبه خود انرژی خود را از گیاهان آوندی می‌گیرند. در واقع، بسیاری از گیاه‌انگل قارچ‌ها در زمینه شبکه‌های همزیستی قارچ‌ریشه (Mycorrhizal network) رایج اتفاق می‌افتد، که در آن گیاهان از قارچ‌های همزیست قارچ‌ریشه برای تبادل کربن و مواد مغذی با گیاهان دیگر استفاده می‌کنند. در این سیستم‌ها، گیاه‌انگل قارچ‌ها نقش «تقلب‌های همزیستی قارچ‌ریشه» را بازی می‌کنند که کربن را از شبکه مشترک دریافت می‌کنند، بدون اینکه پاداش مشخصی ارائه دهند. شکل خاصی از انجمن گیاه‌انگل قارچ در جنس کمیابی از مخروطیان، پارازیتاکسوس یوستا (Parasitaxus usta)، تنها بازدانگان گیاه‌انگل قارچ مشاهده شده است.
مطابق با گزارش‌های قدیمی‌تر، اخیراً نشان داده شده است که برخی از ارکیده‌های گیاه‌انگل قارچ می‌توانند توسط قارچ‌های ساپروتروفیک حمایت شوند که از پوسیدگی چوب یا زباله‌ها استفاده می‌کنند. علاوه بر این، چندین گیاه سبز (از نظر فرگشتی نزدیک به گونه‌های گیاه‌انگل قارچ) نشان داده شده است که درگیر گیاه‌انگل قارچ جزئی هستند، یعنی می‌توانند کربن را از قارچ‌های همزیست قارچ‌ریشه، علاوه بر فتوسنتز، دریافت کنند.

## تنوع گونه‌ای گیاه‌انگل قارچ‌ها و قارچ‌های میزبان
گیاه‌انگل قارچ در میان تعدادی از گروه‌های گیاهی یافت می‌شود. همه تک‌سوئیان و ارکیده‌های غیرفتوسنتزی گیاه‌انگل قارچ کامل هستند، همچنین کریپتوتالوس (Cryptothallus) و جگرواشان غیرفتوسنتزی. گیاه‌انگل قارچ جزئی در خانواده گل‌سپاسیان شایع است، با چند جنس مانند وویریا (Voyria) که کاملاً گیاه‌انگل قارچ هستند، همچنین در ارکیده‌های فتوسنتزی و در تعدادی از گروه‌های گیاهی دیگر.
برخی از سرخس‌ها و پنجه‌گرگ‌ویسان دارای مراحل گامتوفیت گیاه‌انگل قارچ هستند. قارچ‌هایی که توسط گیاه‌انگل قارچ‌ها انگلی می‌شوند، معمولاً قارچ‌هایی با ذخایر انرژی زیادی هستند که معمولاً قارچ‌های همزیست قارچ‌ریشه هستند، اگرچه شواهدی وجود دارد که نشان می‌دهد آنها همچنین ممکن است قارچ‌های انگلی را که شبکه‌های جلینه گسترده‌ای مانند قارچ عسلی را تشکیل می‌دهند، انگلی کنند. نمونه‌هایی از قارچ‌های انگلی شده توسط گیاهان گیاه‌انگل قارچ را می‌توان در میان قارچ‌های برون‌ریشه، میکوریزای آربوسکولار و میکوریز ارکیده (Orchid mycorrhiza) یافت. تنوع زیاد در خانواده‌های گیاهی غیرمرتبط با اعضای گیاه‌انگل قارچ و همچنین تنوع قارچ‌هایی که توسط گیاه‌انگل قارچ‌ها هدف قرار گرفته‌اند، نشان‌دهنده فرگشت موازی متعدد گیاه‌انگل قارچ‌ها از اجداد همزیست قارچ‌ریشه است.